# Белисарио Бетанкур
Белисарио Бетанкур (Амага, 4. фебруар 1923 — Богота, 7. децембар 2018) био је колумбијски политичар који је служио као 26. председник Колумбије у периоду од 1982—1986. године. Био је члан Колумбијске конзервативне партије. Његово политичко деловање остаће упамћено по покушајима мировних преговора са неколико колумбијских герилских група. Такође, био је један од ретких председника који су се уздржали од учешћа у политици након напуштања функције.

## Биографија
Бетанкур је рођен у граду Амага, 1923. године. Његови родитељи били су Росендо Бетанкур и Ана Отилија Куартас, која је преминула 1950. године. Белисарио се након завршетка средње школе преселио у Медељин, где је студирао на Универзитету Pontifical Bolivarian. Године 1995. дипломирао је право и стекао диплому из области права и економије.
Године 1946. оженио се са Росом Хеленом Алварез Јепес, са којим је имао троје деце. Јепесова је преминула 1998. године, а Бетанкур се у октобру 2000. оженио Далијом Рафаелом Наваро Палмар.
Бетанкур је 6. децембра 2018. године примљен у болницу у Боготи у критичног стању због бубрежне инфекције, а преминуо је наредног дана.

## Политичка каријера
Бетанкур је започео политичку каријеру као заменик председника Антиокија департмана, где је служио од 1945. до 1947. године. Био је представник Националне коморе департмана Кундинамарка и Антиокија и члан националне Уставне скупштине од 1953—1957. године. Године 1963 био је министар рада, а амбасадор Колумбије у Шпанији од 1975—1977. године.
На председничким изборима у Колумбији 1970. године учествовао је као независни кандидат Конзервативне партије и био на трећем месту. Године 1978. поново се кандидовао за председника, али је изгубио од Јулија Цезара Турбаја Ајале.

### Председник Колумбије
Бетакнур је изабран за председника Колумбије 1982. године и служио је мандат до 1986. Као председник, помогао је у оснивању Контагора групе, како би се обезбедио мир у централној Америци, започеле демократске реформе, отварање универзитета, започела кампања писмености и подржала пореска амнестија.
Током његовог мандата, Влада Колумбије усвојила је закон о избору градоначелника, реформи општина и министарстава, реформи судства и конгреса, телевизијски статут и закон о државним празницима. Током његовог мандата започело је истраживање и извоз угља у регији Церејон и емитовање телевизијских канала Teleantioquia и Telecaribe.
Бетанкур је такође у више наврата покушао да успостави мир у Колумбији. Током администрације започео је мировне преговоре са неколико колумбијских герилских група. Контроверзна опсада палате правде догодила се крајем 1985. године, мање од годину дана пре краја његовог председничког мандата.
Бетанкур био је председник државе током ерупције вулкана Невадо дел Руиз 1985. године, током које је погинуло више од 20.000 људи.

## Након повлачења из политике
Председнички мандат Бетанкура истекао је 1986. године, након чега се повукао из политике.
Био је почасни члан међународне невладине организације Римски клуб, председник Комисије за утврђивање истине у Ел Салвадору, председник Панамеричке здравствене организације у Вашингтону и председник Сантилане, фондације за Латинску Америку у Боготи. Такође, био је оснивач Папинске академије друштвених наука.

## Одликовања
Бетанкур је добитник почасних доктората са Универзитета Колорадо и Џорџтаун. Године 1983. уручена му је титула Принц од Астурије од стране Шпаније.